# Jewel House

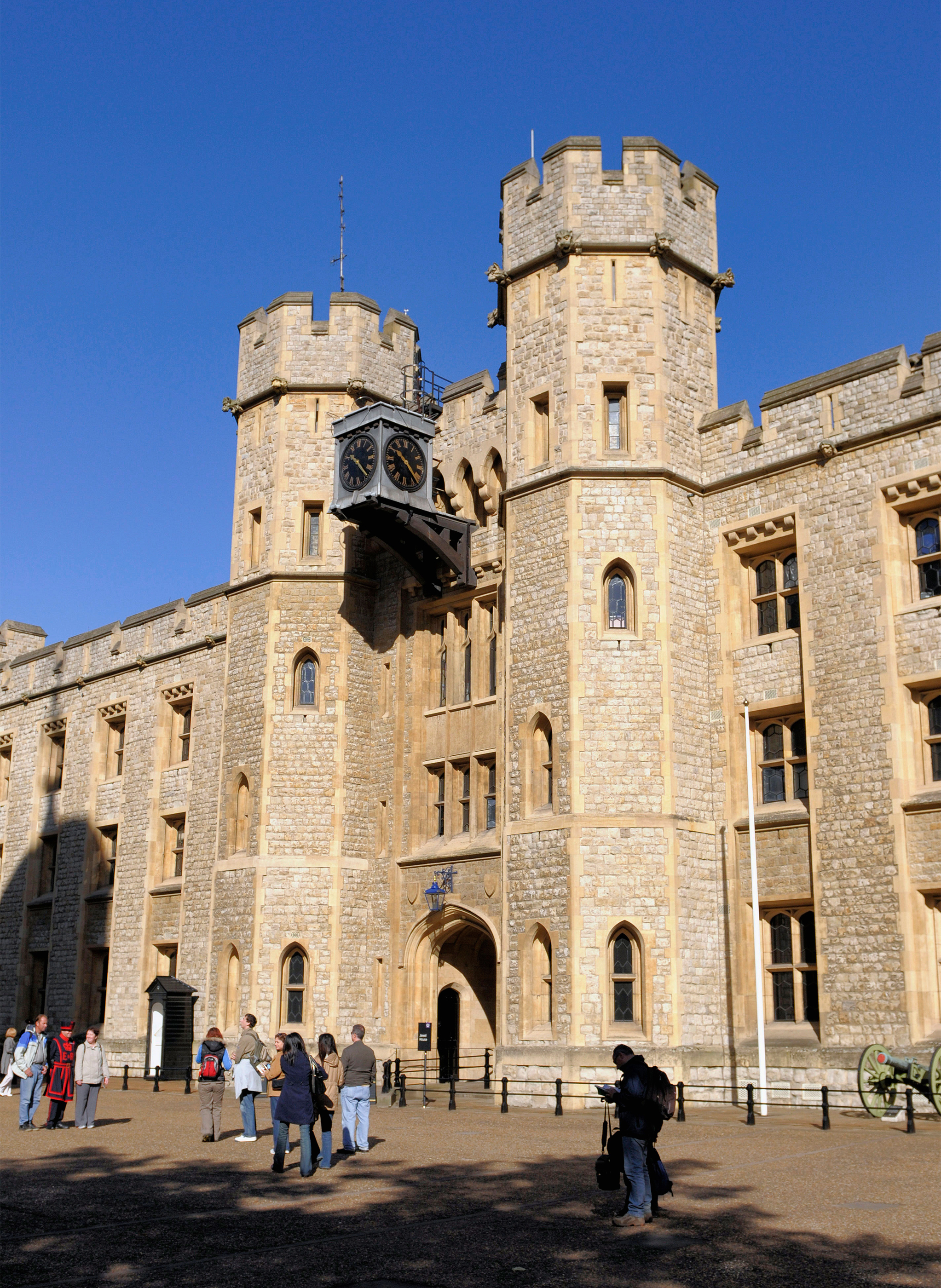
Fachada da Jewel House em 2010.

A Jewel House (Casa da Jóia em Português) é um cofre que abriga as Jóias da Coroa Britânica no Bloco Waterloo (antigo quartel) na Torre de Londres. Foi inaugurado pela Rainha Elizabeth II em 1994 e reformado em 2012. As Reliquias foram mantidas em várias partes da Torre desde o século 14 depois de uma série de tentativas bem-sucedidas de roubo na Abadia de Westminster.

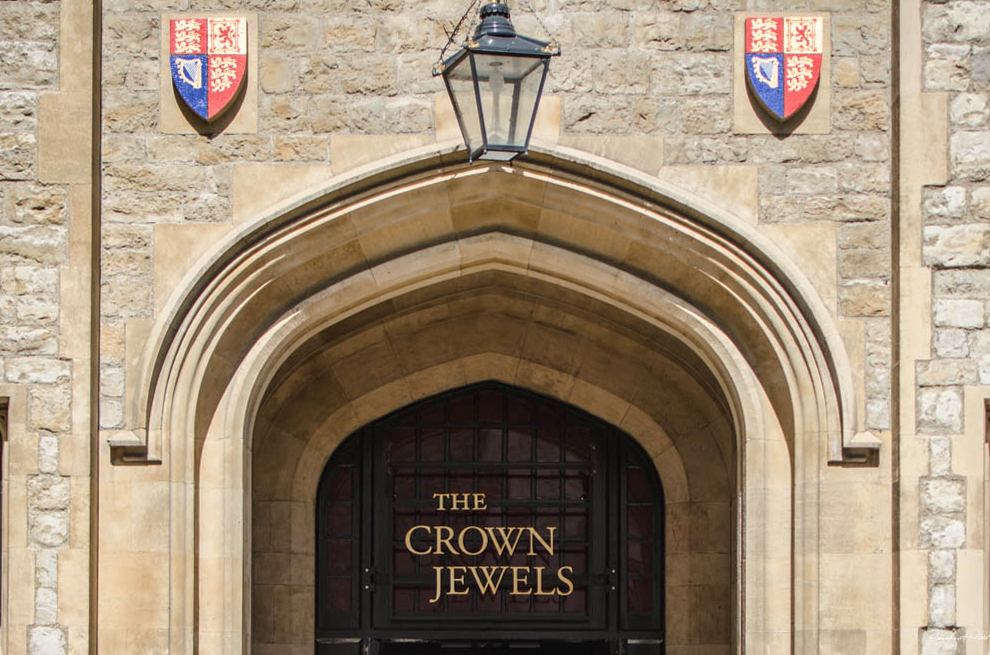
Entrada da Jewel House.

## História

### Pré-Século XVII
Um Guardião das Jóias da Coroa foi nomeado em 1207. Nos séculos seguintes, seu título variou, de Guardião das Jóias do Rei, Mestre da Casa das Joias, Mestre e Tesoureiro das Jóias e da Pátria do Rei, ou Guardião da Casa das Joias. Ele também foi Tesoureiro da Câmara, uma divisão da Casa Real do monarca. Nessa posição, ele também era chamado de Guardião do Guarda-Roupa da Corte, Guardião do Guarda-Roupa Privado ou Receptor da Câmara. Nesta capacidade, ele representava os interesses do Lorde Tesoureiro na regalia, e o guarda-roupa e o guarda-roupa particular. Por causa disso, o Receptor da Câmara exerceu autoridade delegada sobre as Jóias da Coroa, especialmente aquelas mantidas na Torre de Londres (essas duas posições foram separadas em 1485).
Apesar de um tesouro ter sido localizado na Torre de Londres desde os primórdios (como na sub-cripta da Capela de São João na Torre Branca), de 1255 havia uma Casa de Joias separada para coroas e regalias do estado, embora não coroas mais antigas. e regalia, nos terrenos da Abadia de Westminster. Esta Jewel House estava ao lado da agora destruída Torre do Guarda-Roupa.

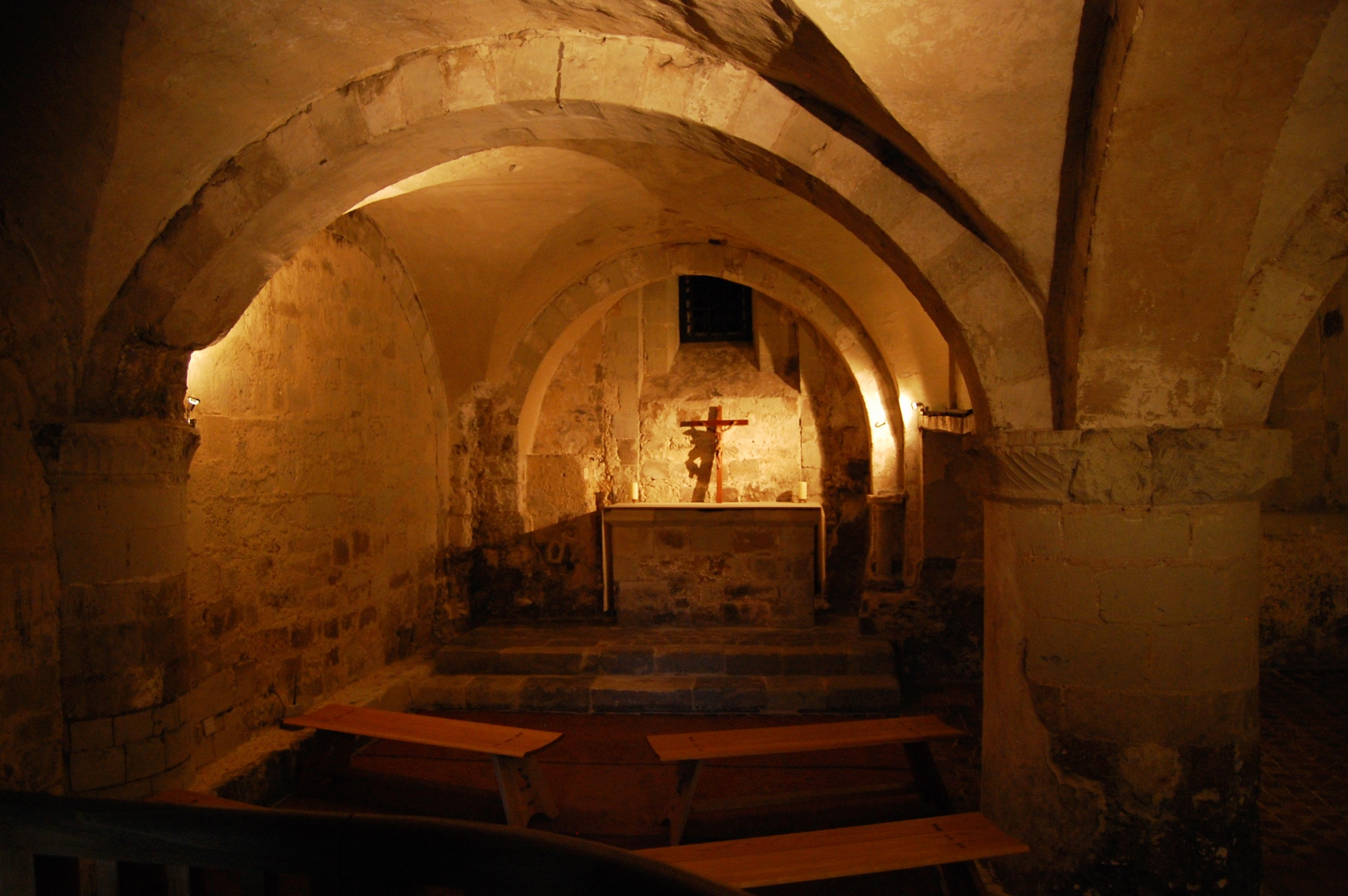
Câmara de Pyx na Abadia de Westminster.

Em 1378, o guardião conseguiu o controle de pelo menos uma parte das jóias reais e tinha uma caixa na qual os guardava, com duas chaves: uma para si e outra para o Lorde Tesoureiro. Este foi o começo do Departamento da Jewel House. O tesouro real era geralmente mantido na Torre de Londres e no Grande Tesouro de Westminster. Além disso, a regalia de coroação foi, ao longo dos séculos, mantida na Câmara da Pax na Abadia de Westminster. Desde a fundação da abadia em c. 1050 até 1303, a Câmara do Pyx também realizou o tesouro real geral. A maioria das coroas eram mantidas na Torre de Londres desde a época de Henrique III, assim como as insígnias de coroação de 1643, com exceção de alguns itens que estavam na abadia durante a época de Jaime II.
Após a tentativa de roubo da Câmara dos Pyx por parte de Richard de Podnecott em 1303, alguns regalias foram transferidos para a Torre de Londres por precaução. Uma nova Casa de Jóia foi construída perto da Torre Branca em 1378, e na década de 1530 a reserva de jóias e placas foi reunida na Casa de Jóia reconstruída, no lado sul da Torre Branca. Regalia foram mantidos no piso superior e placa no andar inferior. A regalia de coroação permaneceria na Abadia de Westminster até o século XVII.

### 1660–1814
O primeiro guardião (embora estiloso) após a restauração da monarquia em 1660, Sir Gilbert Talbot, foi o último a exercer o controle diário sobre a Casa da Joia. Naquela época, ele foi denominado como Mestre e Tesoureiro das Jóias e da Placa. O prato de reposição foi mantido no Palácio de Whitehall e, mais tarde, provavelmente, no Palácio de St. James. Quantidades muito grandes de chapas de reposição foram derretidas e vendidas em 1680, e depois disso, a Casa das Joias ficou relativamente pequena, além dos itens guardados na Torre de Londres, embora boa parte dela estivesse por empréstimo.

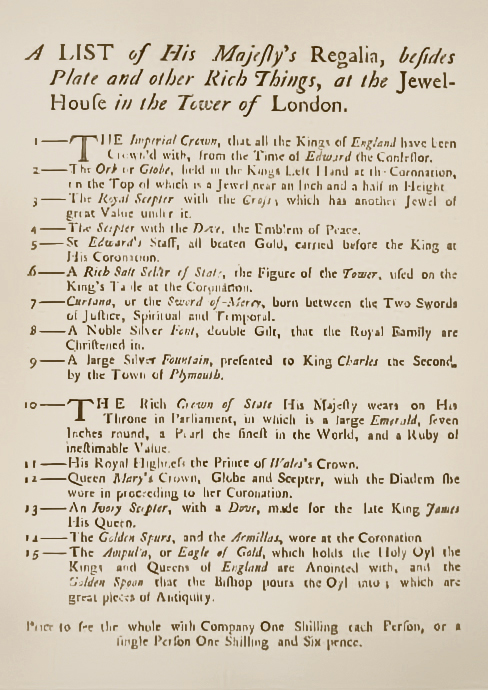
Uma cópia do primeiro guia das Joias da Coroa, c. 1690.

A partir de 1660, como o Privy Wardrobe não estava mais na Torre de Londres, um zelador foi apontado como vigia para o mestre da Jewel House. Mais tarde, ficou conhecido como o Guardião da Regalia ou Guardião do Gabinete de Jóia da Torre. A partir dessa nomeação, um ramo separado do Departamento da Casa dos Joias se desenvolveu. Quando esta foi fechada, a Casa da Jóia da Torre de Londres permaneceu sozinha. A partir de 1665, os regalias foram exibidos ao público e, com o passar do tempo, essa atividade da Jewel House tornou-se cada vez mais importante.
Em 1669, os regalias foram transferidos para uma nova câmara na Torre Martin. Um zelador chamado Talbot Edwards mostrou as jóias aos visitantes por uma pequena taxa. A princípio, esse foi um arranjo muito informal, com Edwards retirando a regalia de um armário trancado para mostrá-lo. O acordo terminou em 1671, quando o coronel Thomas Blood dominou o guardião, amarrou-o e, com a ajuda de três cúmplices, fugiu com as jóias da coroa. Todos os itens foram recuperados, embora alguns tenham sido danificados; A Coroa de Santo Eduardo tinha sido esmagada com um martelo, e o Orbe do Soberano se amassou.
Mudanças drásticas se seguiram: um guarda armado foi fornecido, a coleção foi colocada atrás das grades em uma sala sem janelas, e o primeiro guia das Jóias da Coroa foi publicado, formalmente estabelecendo-o como uma atração para visitantes. As pessoas estavam trancadas dentro da torre durante a visita e só podiam ver as jóias à distância. Por uma pequena taxa, eles poderiam alcançar através das barras e tocar algumas das jóias.
Em 1782, como parte de uma racionalização mais ampla da Casa Real, o Departamento do Gabinete de Jóia, sob o comando do Mestre do Gabinete de Jóia que geralmente era um político sênior, foi abolido, e o Gabinete do Lorde Chamberlain assumiu as funções contábeis, com um oficial chamado Oficial das Jóias e da Placa. De 1782 até 1814, havia apenas um zelador residente para guardar as regalias e outras jóias na Torre de Londres. Em 1814, um Guardião da Casa da Jóia foi nomeado. Ele tinha um criado como "Expositor" (renomeado Curador em 1921), responsável pela custódia cotidiana das jóias.

### 1815–1966
Em 1815, uma visitante do sexo feminino (mais tarde enlouquecida) agarrou a Coroa do Estado e a desintegrou, causando mais de £ 10 de dano. Esta e a má qualidade do alojamento do guardião levou a uma reforma em 1816. Um trilho foi instalado para manter o público a uma distância das jóias, e a coroa do estado reparada e o sal Exeter foram colocados em estojos de vidro em mesas giratórias. Toda a coleção foi iluminada por seis poderosas lâmpadas argand.
Até agora, a Jewel House era um negócio muito lucrativo e, na década de 1830, o goleiro ganhava 550 libras por ano. Quando ele baixou a taxa de entrada em 1838 em uma tentativa de atrair mais visitantes, sua renda aumentou para 1.500 libras. Horrorizado, o Tesouro, que não recebeu dinheiro do empreendimento, mas pagou pela manutenção das jóias, começou a fazer novos arranjos. Em 1840, eles elaboraram planos para a construção de um novo prédio na Torre de Londres para abrigar a coleção, inaugurada em 1842.
As Joias da Coroa eram exibidas em caixas de vidro no meio de uma sala com grandes janelas para que as pessoas pudessem passear e vê-las com mais clareza. Em 1852, o goleiro foi formalmente reconhecido como membro da Casa Real e pagou um salário fixo. Infelizmente, o novo edifício da Jewel House sofreu um incêndio, e uma nova câmara foi construída no andar superior da Torre de Wakefield em 1868 pelo arquiteto Anthony Salvin. Além de sua remoção temporária durante a guerra e para uso cerimonial, as Jóias da Coroa permaneceram lá até 1967.

### 1967-1993
Após a Segunda Guerra Mundial, a Jewel House do século XIX era inadequada tanto em termos de segurança quanto de acesso público. Nos horários de pico, 1.500 visitantes por dia vinham ver as joias. A Casa de Joias de 1967 foi construída na ala oeste do Quartel de Waterloo a um custo de £ 360.000 e foi projetada para atender até 5.000 visitantes por dia. Um cofre subterrâneo que se estendia sob os gramados em frente ao quartel abrigava os inestimáveis regalias de coroação, enquanto as Trombetas de Estado, maças e placas eram exibidas no térreo. Os visitantes desciam 49 degraus para entrar na abóbada de concreto, supostamente para proteger as jóias da Coroa contra um ataque nuclear, e as insígnias estavam em um grande estojo em forma de estrela projetado pelo arquiteto Alan Irvine, em torno do qual os visitantes seguiram no sentido horário. supervisão de guardas. Uma galeria elevada a 2 metros do gabinete permitia que as pessoas visualizassem a coleção em um ritmo mais calmo.
Um curador assistente foi nomeado em 1963, e um segundo em 1968, quando um novo corpo independente de guardas e guardas seniores foi criado para substituir o antigo detalhe de Yeomen Warders da Torre de Londres, que havia sido responsável pela proteção externa do edifício jóias. O posto de Guardião da Casa da Jóia foi combinado com o do Governador Residente da Torre de Londres em 1968, e um Vice-Governador assumiu muitas de suas responsabilidades. Em 1990, a Jewel House e a Torre de Londres tornaram-se responsabilidade da nova agência Historic Royal Palaces.

### 1994–2011

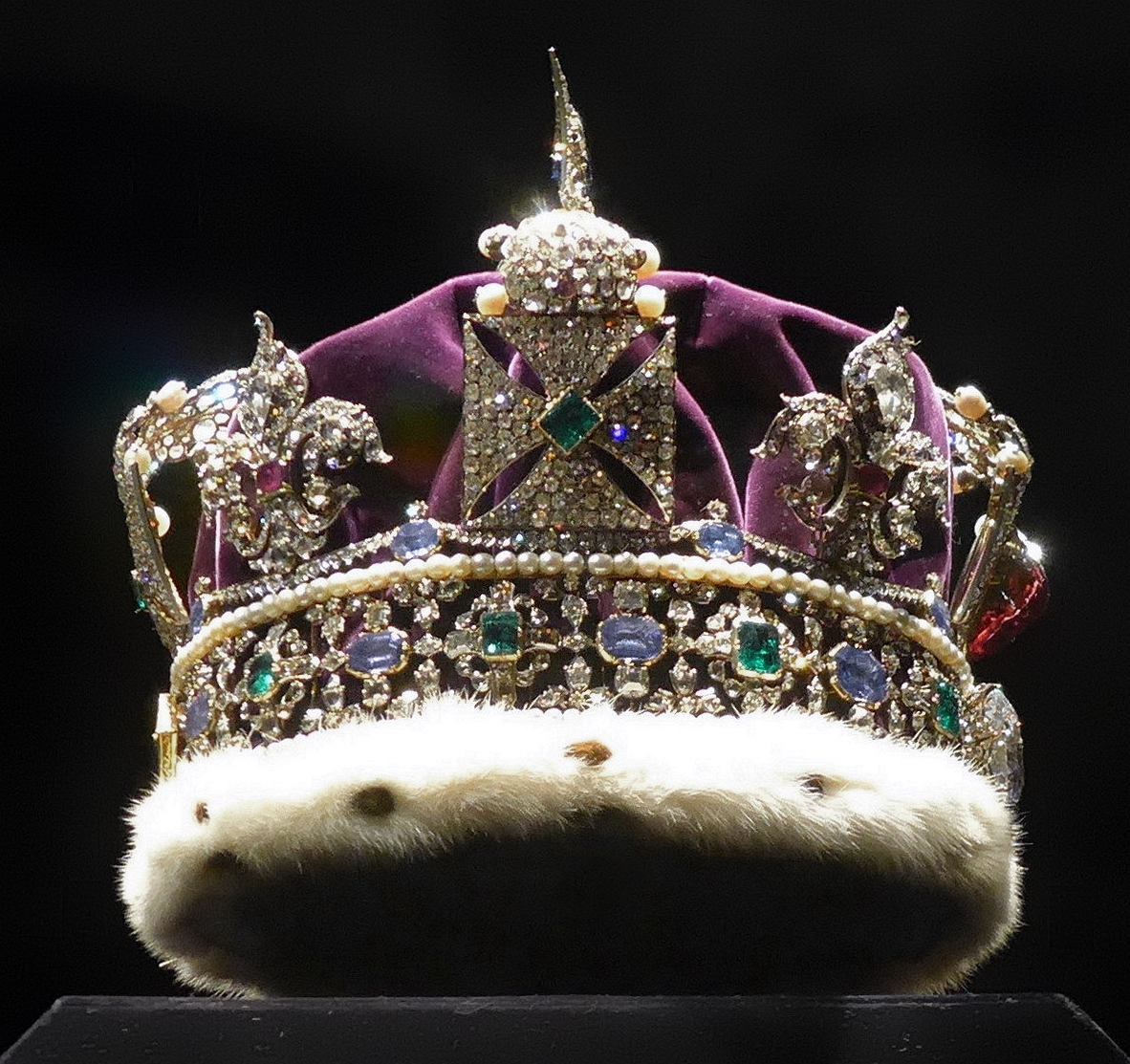
A Coroa Imperial de Estado na Jewel House.

Na década de 1980, até 15 mil pessoas por dia visitavam as joias, causando filas de até uma hora. A exibição também começara a parecer antiquada; De acordo com David Beeton, então CEO da Historic Royal Palaces, "eles foram exibidos como se estivessem em uma vitrine de joalheria". Em 1992, decidiu-se tirar as vestes de coroação do cofre subterrâneo e construir uma nova casa de jóias com maior capacidade no térreo do prédio, a um custo de 10 milhões de libras. Inspiração para o layout e apresentação foi tirada da Disneyland, a Expo de Sevilha e casas de jóias em toda a Europa.
A nova Jewel House foi aberta pela Rainha Elizabeth II em 24 de março de 1994. Ela ocupa quase todo o andar térreo do Bloco de Waterloo (anteriormente um quartel) e é projetada para permitir que até 20.000 pessoas por dia vejam a coleção de mais de 100 objetos inestimáveis e 23.578 diamantes, rubis, esmeraldas e safiras. Eles eram iluminados por fibra ótica de última geração e descansavam em veludo francês.
No entanto, os críticos ridicularizaram a experiência como "apenas um exercício de gestão de multidões, maravilhosamente iluminado e apresentado, mas literalmente mecanicista", uma referência às portas de aço de duas toneladas de seis polegadas e ao uso de um travelator (escada rolante reta) nos horários de pico.

## Dias atuais
Em 2012, a exposição recebeu uma renovação de 2,5 milhões de libras para incluir uma nova área de introdução com um vídeo mostrando a história das Jóias da Coroa e explicando como elas são usadas na cerimônia de coroação. As próprias jóias são exibidas na ordem em que são usadas na cerimônia, e os hinos da coroação de Handel podem ser ouvidos enquanto os visitantes visitam a exposição. Luzes mais brilhantes foram instaladas para apresentar as joias de maneira mais natural, e um novo elevador fornece acesso desabilitado à plataforma de observação. A Jewel House foi oficialmente reaberta pela Princesa Real em 29 de março de 2012.
O cofre subterrâneo construído em 1967 é o lar de 25.000 desenhos arquitetônicos de palácios reais históricos.

## Segurança

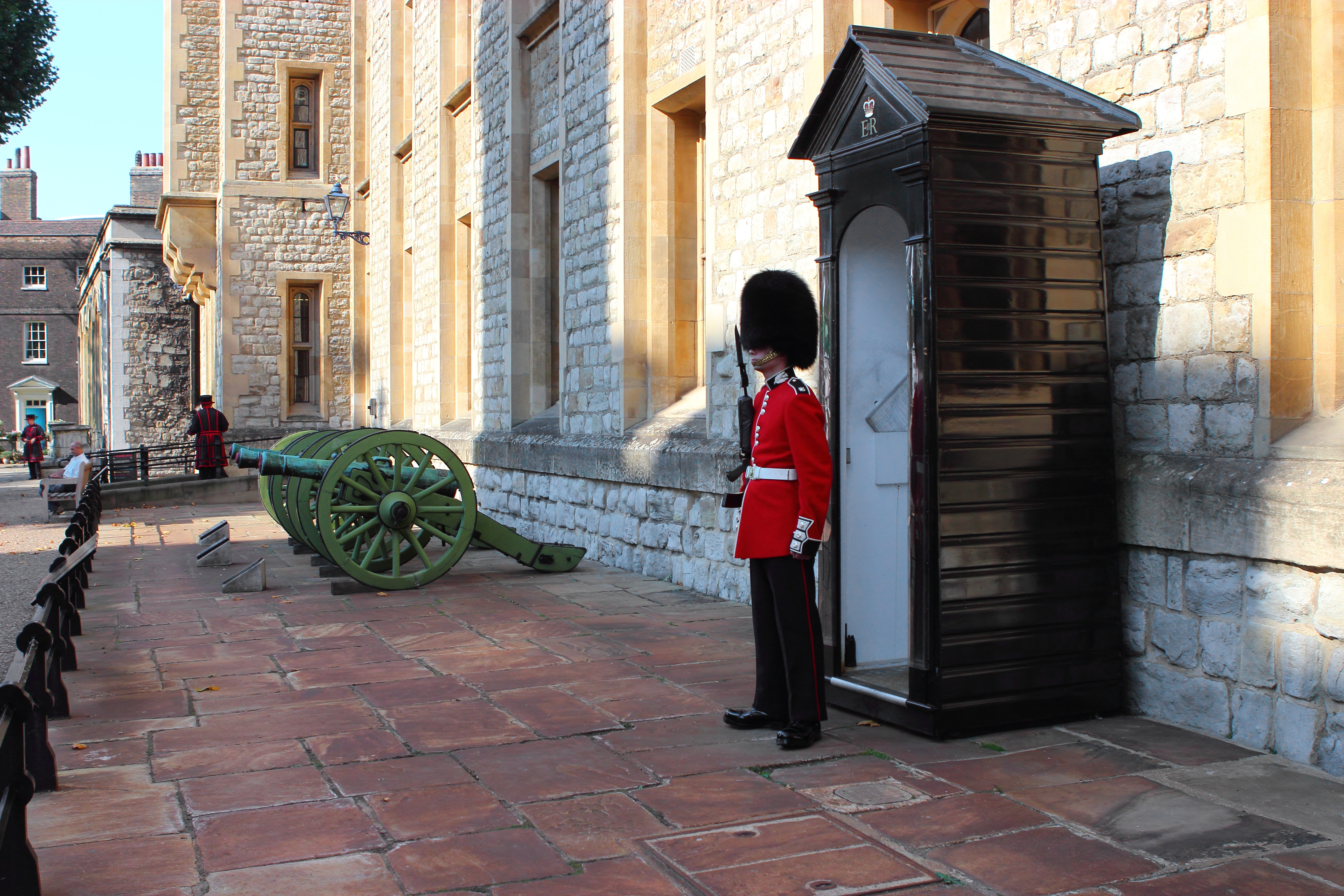
Um sentinela da Guarda Escocesa do lado de fora da Jewel House.

As Joias da Coroa são protegidas por vidro à prova de bombas, e os visitantes da torre são vigiados de perto por mais de 100 câmeras de CCTV escondidas. [13] A segurança da Torre de Londres como um todo é fornecida pelos 22 fortes da Guarda da Torre, que estão no Bloco Waterloo desde 1845. Eles estão em destacamento do exército britânico e "operam sob ordens acordadas com o Ministério da Defesa para garantir a segurança das Jóias da Coroa".
Os 38 Yeomen Warders, ex-militares empregados pelo Historic Royal Palaces, também fornecem segurança, embora seu papel durante o dia seja mais preocupado com o gerenciamento do grande número de visitantes. Ao contrário dos soldados da Guarda da Torre, que giram, os Guardiões Yeomen são permanentes e vivem na própria torre. O corpo atual data de 1485, e eles usam uniformes semelhantes aos guarda-costas do Soberano, os Yeomen da Guarda, dos quais são membros extraordinários desde 1550.
As jóias são removidas sob a autoridade do Lorde Chamberlain, chefe da Casa Real, exercido por seu vice, o Controlador do Gabinete do Lorde Chamberlain. Ele assina um voucher no recebimento dos itens do vice-governador. Apenas o joalheiro da coroa pode lidar com as reliquias. É costume que policiais armados estejam presentes em todos os momentos. Em 2011, o coronel Richard Harrold foi apontado como o guardião da casa da jóia. O principal expositor da Jewel House é Keith Hanson, e o vice-chefe de exposição é Lyn Jones.